# Бандлер, Вивика
Вивика Бандлер (Бендлер, фин. Vivica Bandler, урождённая  фон Френкель, von Frenckell, 5 февраля 1917, Гельсингфорс, Российская империя — 30 июня 2004, Хельсинки, Финляндия) — финская театральная деятельница и режиссёр. Известна тайным романом с Туве Янссон. В 1962 году награждена Pro Finlandia — высшей государственной наградой Финляндии для деятелей искусств.

## Биография
Родилась 5 февраля 1917 года в Гельсингфорсе в Российской империи в семье барона Эрика фон Френкеля (1887—1977), члена МОК в 1948—1967 гг., и Эстер-Маргарет фон Френкель (1890—1974), историка и автора книги «Общественные и частные развлечения». Этническая шведка. Семья фон Френкель принадлежала к крупнейшим в Финляндии. Рафаэль фон Френкель, брат Эрика, был председателем совета правления крупного лесобумажного концерна Rosenlew («В. Розенлев и К°»). Председатель муниципального совета Хельсинки Эрик фон Френкель был назначен руководителем начавшейся эвакуации района Порккала-Удд по условиям перемирия с СССР в 1944 году.
Изучала агрономию до 1943 года. Управляла усадьбой «Саари» на острове между озёрами Пюхяярви и Куйваярви в общине Таммела.
Во время Второй мировой войны служила в военизированной организации Лотта Свярд. В 1943 году вышла замуж за австрийского беженца Курта Бандлера (Kurt Bandler, 1917–1987), с которым развелась в 1963 году.
В конце 1940-х годов была режиссёром в хельсинкском Шведском театре и подругой Туве Янссон. Сама Туве и Вивика Бандлер стали прототипами Тофслы и Вифслы — персонажей книги о муми-троллях. Однополые сексуальные отношения в Финляндии были запрещены, поэтому Туве и Вивика придумали себе странные прозвища и кодовый язык, впоследствии перекочевавшие в повесть «Шляпа волшебника», впервые опубликованную в 1948 году. В 1949 году Вивика поставила в Шведском театре спектакль по повести «Муми-тролль и комета» Туве Янссон с участием актрисы Биргитты Ульфссон, бабушки актрисы Алмы Пёюсти. Биргитта Ульфссон играла Хемуля. Автором пьесы, костюмов и декораций стала сама Туве Янссон. Премьера состоялась 28 декабря 1949 года. Спектакль стал успешным.
В 1955–1967 годах руководила хельсинкским театром на шведском языке «Лилла-театр» (Малым театром). В 1955 году поставила «Новый жилец» Ионеско. Спустя почти десять лет после постановки первого спектакля по Туве Янссон, в 1958 году Вивика Бандлер поставила спектакль ««Муми-тролли за кулисами» (Troll i kulisserna) по сказке «Опасное лето», в которой семья муми-троллей спасается от наводнения и находит убежище в театре. Лассе Пёусти играл Муми-тролля, а его супруга Биргитта Ульфссон — старую театральную крысу Эмму. Туве Янссон написала пьесу и разработала костюмы и декорации. Композитором стала Эрна Тауро.
Была председателем Скандинавского театрального союза.
Написала книгу «Адресат неизвестен» (Adressaten okänd), изданную в 1992 году на шведском языке в Хельсинки.
Умерла 30 июня 2004 года в Хельсинки. Похоронена на кладбище Хиетаниеми.

## Память
В 1982 году Туйя-Майя Нисканен сняла фильм «Прощание» (Avskedet) на шведском языке, основанный на воспоминаниях Вивики Бандлер.
Роль Вивики Бандлер в спектакле «Туве» (Tove) в Шведском театре исполнила Юлия Корандер (Julia Korander).
C 14 февраля 2012 года по 3 июня 2013 года в хельсинкском Театральном музее проходила выставка, на которой рассказывали о Вивике Бандлер.
В художественном фильме «Туве» (Tove) о Туве Янссон роль Вивики Бандлер исполнила Криста Косонен. Премьера фильма состоялась в сентябре 2020 года, режиссёр Зайда Бергрот.